# Megaliterna i Saa
Megaliterna i Saa är ett fornminne i Kamerun bestående av två grupper av megaliter ett par kilometer utanför byn Saa. Sedan april 2006 är megaliterna uppsatta på Kameruns tentativa världsarvslista.